# Ulrich Kallius
Ulrich Kallius (né le 4 octobre 1945 est un ancien attaquant allemand de football.
"Ole" Kallius a joué la majorité de sa carrière, comme attaquant, dans des équipes du "2e niveau", tant en Allemagne (Regionalliga Nord) qu'en Belgique (Division 2). On lui attribue 140 buts en 250 rencontres de championnat.

## Biographie
Il est natif de Rügen la plus grande île allemande, située au large de la côte de la Mecklembourg-Poméranie-Occidentale dans la mer Baltique, d'un père allemand et d'une mère suédoise. Il débuta avec l'équipe de Flensburg 08. Avec le cercle "Jaune et Bleu", il développe son talent de joueur offensif.
En vue de la saison 1964-1965, Kallius accepte l'offre du FC Altona 93 en Regionalliga Nord (D2 allemande à l'époque), alors qu'il est aussi courtisé par le Hamburger SV et l'Eintracht Francfort, des cercles de la Bundesliga, créée une saison plus tôt. Au cours de sa première saison avec Altona, l'attaquant inscrit 21 buts en 29 apparitions et son équipe termine au 3e derrière le champion Holstein Kiel et le Sankt Pauli. Sa seconde saison au stade "Adolf-Jäger" est moins bonne. Le club qui connaît trois entraîneurs différents ne termine que 7e. De plus, Kallius est gêné par plusieurs blessures (21 matches - 4 buts).

### Regionalliga Nord
Aussi bien Altona 96 que le FC Sankt Pauli sont des équipes de la Regionnalliga Nord. Elles luttent pour décrocher une des deux premières places vers le « Aufstiegrunde in dem Bundesliga » (Tour final d'accès vers Bundesliga ..
En vue de la saison 1966-1967, l'ancien International junior signe au FC Sankt Pauli, l'autre grand club de l'agglomération de Hambourg avec le fameux HSV et Altona 93. Il retrouve toutes ses qualités offensives et apporte 50 buts en 81 participations en championnat pour les « Diables Bleus ».
En 1968-1969, les résidents du Millerntorstadion terminent 3e de la Regionalliga Nord et échouent à un point du VfB Lübeck, manquant d'un rien l'Austiegrunde 1969
En 1969, après trois saisons avec Sankt Pauli, "Ole" Kallius s'engage pour deux ans au VfL Osnabrück. Deux saisons de suite, les "Mauves et Blancs" gagnent la Regionnalliga Nord et se présente à l'Austiegrunde. En 1970, Osnabrück termine 5e sur 5 d'une poule remportée par Arminia Bielefeld. Un an plus tard, le club de Basse-Saxe fait mieux avec une 2e place sur 5, mais à bonne distance du VfL Bochum. Avec 30 buts marqués en 44 parties pour les gars du "Bremer Brücke", Kallius a fait sa part du boulot en championnat. Dans les deux tours finaux disputés, l'insulaire du Nord ne score que deux fois en 14 apparitions.

#### Sélection régionale
En 1969, Ulricvh Kallius est sélectionna par la "NFV" (Ligue du Nord) pour jouer dans l'équipe du "Nord" contre celle de l'Ouest dans le cadrer de la "Coupe-DFB régionale". Toutefois cette compétition ne s'est jamais terminée.

### Bundesliga
Après ces bonnes saisons avec St-Pauli et Osnabrück, Kallius a attiré l'attention du Rot-Weiss Oberhausen qui milite en Bundesliga depuis 1970. "Ole" accepte l'offre et découvre la fameuse "Ligue fédérale" en 1971-1972. La concurrence est plus ardue pour le natif de Rügen. Avec l'équipe au Trèfle du "Niederrheinstadion", il fait 12 apparitions en "BL" et marque 1 but.

### Division 2 belge
À 27 ans, Kallius opte pour l'étranger et la Belgique toute proche. Il opte pour l'AS Eupen, un cercle...germanophoe qui milite en Division 2. Chez les "Pandas", Kallius retrouve deux de ses compatriotes: les attaquants Helmut Graf et Rainer Gebauer. en 25 participations, il plante 16 roses. Cela en fait le meilleur buteur de son équipe qui termine pourtant à une modeste 13e place sur 16.
Une saison plus tard, le solide attaquant signe avec l'Royal Olympique Montignies, un cercle ambitieux qui souhaite profiter de la réformes des ligues belges 
La première saison chez les Dogues, du natif de Rügen est une réussite. « Ole » ou « Uli » prend part à 29 des 30 rencontres de championnat et totalise 16 buts. Son équipe est championne et retrouve l'élite belge. Malheureusement la suite est moins drôle. En D1 Belge, Kallius participe à 22 rencontres, mais n'en joue que 8 entières, donc les 5 dernières quand la cause est déjà très mal engagée. Il est remplacé à 5 reprises et n'est que remplaçant pour 8 montées au jeu durant lesquels il cumule à peine 138 minutes de jeu. La cause principale n'est pas la méforme mais la poisse sévèrement touché au genou, l'attaquant doit faire l'impasse sur un tiers de la compétition, soit dix matchs de la 7e à la 16e journée. Il n'apporte que 3 buts à ses couleurs (6e, 27e et 30e journée). Dernier, l'Omympic Montignies se sépare de son entraineur puis son président claque la porte. La saison se termine dans la douleur.
Plusieurs fois opéré, Ulrich Kallius ne retrouve jamais la condition et doit mettre un terme à sa carrière alors qu'il a à peine 30 ans.

## Après le football
Ulrich "Ole" Kallius trouve un travail comme employé dans une banque d'Osnabrück, la « Stadtsparkasse ». Il avait suivi une formation à ce travail, lors de son séjour dans le VfL local.
Après son retour à Hambourg, il travaille pour la « Deutsche Bank » où il dirige la « Communauté sportive de l'entreprise » forte de 3 000 membres. Il participe aussi régulièrement, pendant 14 ans, à des matchs de vétérans, avec la HSV-Altliga. Cette équipe compte plusieurs légendes du HSV comme Uwe Seeler, Manfred Kaltz, Felix Magath... Avec cette équipe « all-stars », Kallius voyagea dans le monde entier.

## International « Junior»
Pendant la saison 1963-1964, "Ole" Kallius est capé, en catégorie « Juniors » pour l'Allemagne. Il débute le 8 mars 1964 contre la Suisse (victoire 2-1). Dans une sélection qui pratique le système dit du « WM », il évolue comme « Inter gauche ». Il a pour équipier des jeunesses promesses tel que Franz Beckenbauer (qui joue comme "demi") ou encore le défenseur Berti Vogts. Quelques semaines plus tard, il prend part à l'Euro « Juniors UEFA » aux Pays-Bas, lors d'une victoire contre la Suède (2-1).

## Palmarès
- 2 x Champion de Regionalliga Nord 1971 et 1972 avec le VfL Osnabrück.
- 1x Champion de Division 2 belge 1974 avec l'Olympic Montignies